# Комаров, Александр Георгиевич
Александр Георгиевич Комаров (25 июля 1923 или 25 июня 1923, Хабаровск — 22 ноября 2013, Самара) — советский хоккеист. Заслуженный мастер спорта СССР (1954).

## Биография
Выступал за армейские клубы Хабаровска и Москвы.
В 1958 году окончил школу тренеров при ГЦОЛИФК.
В 1958—1962 — старший тренер СКА (Ленинград).
В 1964—1968 и 1973—1974 — старший тренер СКА (Куйбышев).
После выхода на пенсию продолжил работать инструктором физкультуры в локомотивном депо Самары.
Избран в Зал славы отечественного[уточнить] хоккея.

## Достижения
- Чемпион мира 1954 г., 2-й призёр ЧМ 1955. На ЧМ — 7 матчей, забросил 2 шайбы.
- Чемпион СССР 1950, 1955, 1956, 1958. 2-й призёр чемпионатов СССР 1952—1954, 1957. В чемпионатах СССР — 170 матчей, забросил 105 шайб.
- Обладатель Кубка СССР 1954—1956.